# Luis Jara Heyn
Luis Ramón Jara Heyn (29 de diciembre de 1965) es un exjugador paraguayo de fútbol y fútbol sala que se desempeñaba como centrocampista.

## Biografía
Nacido el 29 de diciembre de 1965 en Asunción, es hijo de Enrique Jara Saguier, histórico jugador de Cerro Porteño en los años 1950, y Leopoldina Heyn, quien ejerció como profesora en el Ministerio de Educación y Ciencias. Tiene dos hermanos, Griselda, y su mellizo Adolfo, también exfutbolista.

## Trayectoria
Comenzó su carrera en el Club Olimpia a los 17 años, junto con su hermano. En 1988 fue separado del club por el uruguayo Luis Cubilla, por lo que, junto a su hermano, salió de la institución e incursionó en el fútbol sala con Rubio Ñu, y después recalaron en el Club Nacional.
Como jugador internacional, representó a Paraguay en la Copa Mundial Sub-20 de 1985 celebrada en la Unión Soviética, y en la Copa Mundial de fútbol sala de 1989, llevada a cabo en los Países Bajos.
En 1990 se dio su fichaje con Sport Colombia. En 1991 regresó a Olimpia, pero sin tener cabida, decidió parar dos años sin jugar para recuperar su pase. Pasó los últimos años de su carrera en el Sportivo Trinidense y jugó dos partidos como refuerzo de Sport Colombia en la Primera División. En 1994 decidió colgar los botines y trabajar en su profesión como contador público.

## Selección nacional

### Participaciones en el Mundial Sub-20
| Torneo               | Categoría | Sede            | Resultado      | Partidos | Goles |
| -------------------- | --------- | --------------- | -------------- | -------- | ----- |
| Copa Mundial de 1985 | Sub-20    | Unión Soviética | Fase de grupos | 2        | 1     |

### Participaciones en el Mundial de Fútbol Sala
| Torneo               | Categoría | Sede         | Resultado     | Partidos | Goles |
| -------------------- | --------- | ------------ | ------------- | -------- | ----- |
| Copa Mundial de 1989 | Absoluta  | Países Bajos | Segunda ronda | 6        | 2     |

## Palmarés

### Títulos nacionales
| Título           | Equipo        | País     | Año  |
| ---------------- | ------------- | -------- | ---- |
| Primera División | Club Olimpia  | Paraguay | 1983 |
| Primera División | Club Olimpia  | Paraguay | 1985 |
| Segunda División | Club Nacional | Paraguay | 1989 |

Fútbol 5
- Club Rubio Ñu: Torneo 1988 (LPF)[2]